# Da Geng
Da Geng ali Taj Geng (kitajsko 太庚), z osebnim imenom Dzi Bjan (子辨), je bil kitajski kralj iz dinastije Šang. 
V Zapisih velikega zgodovinarja ga Sima Čjan navaja kot šestega kralja dinastije Šang, ki je na prestolu nasledil svojega brata Vo Dinga. Njegova prestolnica je bil Bo (亳). Vladal je 25 let (po Bambusnih letopisih  je vladal pet let). Po smrti je dobil ime Taj Geng. Nasledil ga je njegov sin Šjao Džja (小甲).
Napisi na orakeljskih kosteh, izkopanih v Jinšuju, omenjajo, da je bil peti kralj dinastije Šang, ki je na prestolu nasledil svojega strica Bu Binga. Po smrti je dobil ime Da Geng. Nasledil ga je njegov brat Šjao Džja.